# Acidostoma sarsi
Acidostoma sarsi är en kräftdjursart. Acidostoma sarsi ingår i släktet Acidostoma och familjen Lysianassidae. Inga underarter finns listade i Catalogue of Life.